# 葡萄糖1-脱氢酶 (NAD+)
葡萄糖1-脱氢酶 (NAD+)（EC 1.1.1.118 （页面存档备份，存于）），是一种以NAD+或NADP+为受体、作用于供体CH-OH基团上的氧化还原酶。这种酶能催化以下酶促反应：
D-葡萄糖 + NAD+ {\displaystyle \rightleftharpoons } D-葡萄糖酸-1,4-内酯 + NADH + H+

## 结构研究
至2007年末，这类酶已被解析出3个三级结构，其PDB编码分别为2DTD、2DTE以及2DTX。